# Megaceropsis
Megaceropsis är ett släkte av skalbaggar. Megaceropsis ingår i familjen Dynastidae.
Kladogram enligt Catalogue of Life:
| Megaceropsis | \| \| Megaceropsis lecourti \| \| \| \| \| \| Megaceropsis quadridentatus \| \| \| \| |
|              | \| \| Megaceropsis lecourti \| \| \| \| \| \| Megaceropsis quadridentatus \| \| \| \| |
|              | Megaceropsis lecourti                                                                 |
|              |                                                                                       |
|              | Megaceropsis quadridentatus                                                           |
|              |                                                                                       |